# Copa América 1923
De Copa América 1923 (eigenlijk Zuid-Amerikaans voetbalkampioenschap 1923, want de naam Copa América werd pas vanaf 1975 gedragen) was een toernooi gehouden in Montevideo, Uruguay van 29 oktober tot 2 december 1923.
Er was geen kwalificatie voor het toernooi. De landen die meededen waren Argentinië, Brazilië, Paraguay en Uruguay. Chili liet voor de tweede keer ooit verstek gaan.
Het toernooi was tevens kwalificatie voor de Olympische Zomerspelen 1924 voetbal.

## Deelnemende landen
| Land         | Aantal deelnames | Huidig aantal deelnames op rij | Vorige deelname |
| ------------ | ---------------- | ------------------------------ | --------------- |
| Argentinië   | 7de              | 7                              | 1922            |
| Brazilië (t) | 7de              | 7                              | 1922            |
| Paraguay     | 3de              | 3                              | 1922            |
| Uruguay (g)  | 7de              | 7                              | 1922            |

- (g) = gastland
- (t) = titelverdediger

## Stadion
| Montevideo                                     | · Montevideo |
| Estadio Gran Parque Central Capaciteit: 20.000 | · Montevideo |
|                                                | · Montevideo |

## Scheidsrechters
De organisatie nodigde in totaal 4 scheidsrechters uit voor 6 duels. Tussen haakjes staat het aantal gefloten duels tijdens de Copa América 1923.

## Eindstand
| Land       | Wed | Win | Gel | Ver | DV | DT | +/− | Pnt |
| ---------- | --- | --- | --- | --- | -- | -- | --- | --- |
| Uruguay    | 3   | 3   | 0   | 0   | 6  | 1  | +5  | 6   |
| Argentinië | 3   | 2   | 0   | 1   | 6  | 6  | 0   | 4   |
| Paraguay   | 3   | 1   | 0   | 2   | 4  | 6  | –2  | 2   |
| Brazilië   | 3   | 0   | 0   | 3   | 2  | 5  | –3  | 0   |

## Wedstrijden
Elk land moest een wedstrijd spelen tegen elk ander land. De puntenverdeling was als volgt:
- Twee punten voor winst
- Één punt voor gelijkspel
- Nul punten voor verlies

|                                    |                                   |       |                                 |                                                         |
| 29 oktober 1923 «onderlinge duels» | Argentinië                        | 4 – 3 | Paraguay                        | Parque Central, Montevideo Scheidsrechter: Angel Minoli |
| 29 oktober 1923 «onderlinge duels» | Saruppo 18' Aguirre 58', 77', 86' |       | Rivas 10' Zelada 49' Fretes 65' | Parque Central, Montevideo Scheidsrechter: Angel Minoli |

|                                    |                         |       |          |                                                           |
| 4 november 1923 «onderlinge duels» | Uruguay                 | 2 – 0 | Paraguay | Parque Central, Montevideo Scheidsrechter: Servando Pérez |
| 4 november 1923 «onderlinge duels» | Scarone 11' Petrone 87' |       |          | Parque Central, Montevideo Scheidsrechter: Servando Pérez |

|                                     |          |              |          |                                                           |
| 11 november 1923 «onderlinge duels» | Brazilië | 0 – 1        | Paraguay | Parque Central, Montevideo Scheidsrechter: Servando Pérez |
| 11 november 1923 «onderlinge duels» |          | I. López 56' |          | Parque Central, Montevideo Scheidsrechter: Servando Pérez |

|                                     |                        |       |          |                                                         |
| 18 november 1923 «onderlinge duels» | Argentinië             | 2 – 1 | Brazilië | Parque Central, Montevideo Scheidsrechter: Miguel Barba |
| 18 november 1923 «onderlinge duels» | Onzari 11' Saruppo 76' |       | Nilo 15' | Parque Central, Montevideo Scheidsrechter: Miguel Barba |

|                                     |                     |       |          |                                                           |
| 25 november 1923 «onderlinge duels» | Uruguay             | 2 – 1 | Brazilië | Parque Central, Montevideo Scheidsrechter: Servando Pérez |
| 25 november 1923 «onderlinge duels» | Petrone 56' Cea 75' |       | Nilo 59' | Parque Central, Montevideo Scheidsrechter: Servando Pérez |

|                                    |                       |       |            |                                                                       |
| 2 december 1923 «onderlinge duels» | Uruguay               | 2 – 0 | Argentinië | Parque Central, Montevideo Scheidsrechter: Antônio Carneiro de Campos |
| 2 december 1923 «onderlinge duels» | Petrone 28' Somma 88' |       |            | Parque Central, Montevideo Scheidsrechter: Antônio Carneiro de Campos |

|                   |
| Vlag van Uruguay  |
| URUGUAY 4de titel |

## Doelpuntenmakers
3 doelpunten
- Aguirre
- Petrone

2 doelpunten
- Saruppo
- Nilo

1 doelpunt
- Onzari
- Fretes
- I. López

- Rivas
- Zelada
- Cea

- Scarone
- Somma

1916 · 
1917 · 
1919 · 
1920 · 
1921 · 
1922 · 
1923 · 
1924 · 
1925 · 
1926 · 
1927 · 
1929 · 
1935 · 
1937 · 
1939 · 
1941 · 
1942 · 
1945 · 
1946 · 
1947 · 
1949 · 
1953 · 
1955 · 
1956 · 
1957 · 
1959 · 
1959 · 
1963 · 
1967 · 
1975 · 
1979 · 
1983 · 
1987 · 
1989 · 
1991 · 
1993 · 
1995 · 
1997 · 
1999 · 
2001 · 
2004 · 
2007 · 
2011 · 
2015 · 
2016 ·
2019 ·
2021 ·
2024